# Eleições gerais no México em 2018
As eleições federais de México de 2018, denominadas oficialmente pela autoridade eleitoral como o Processo Eleitoral Federal 2017 - 2018, foram as eleições intermediárias levadas a cabo no México em 3 de junho de 2018 para a eleição de 500 membros da câmara de deputados federais. Devido à reforma eleitoral de 2014, nestas eleições eleger-se-ão simultaneamente os postos a cargos federais e locais em 19 entidades do país.
Os cargos que foram renovados após a jornada eleitoral de 1 de julho de 2018 foram
- Presidente da República: Chefe de Estado e de governo de México, eleito para um período de seis anos e dez meses sem possibilidade de reeleição, e cujo governo começa atividade em 1 de dezembro de 2018.
- 128 senadores: Membros da câmara alta do Congresso da União, 3 por cada estado da federação e pela Cidade de México (2 correspondentes à maioria relativa e 1 outorgado à primeira minoria), eleitos de maneira direta e 32 por uma lista nacional, todos eles por um período de seis anos que começaram em 1 de setembro de 2018.
- 500 deputados federais; constituem a câmara baixa, 300 dos quais serão eleitos por maioria simples na cada um dos distritos eleitorais em que se divide o país; e os 200 restantes mediante o princípio de representação proporcional ao ser votados em listas na cada uma das cinco circunscrições eleitorais que integram ao país. Constituirão, a partir de 1 de agosto do 2018, a LXIII Legislatura do Congresso da União de México. Os deputados eleitos no processo anterior têm a possibilidade de ser reeleitos.

## Eleição de presidente da República

### Candidatos à presidência
Os nove partidos políticos nacionais com registro perante o Instituto Nacional eleitoral, terão possibilidade de registar candidato a Presidente de México, poderão fazer de maneira individual ou mediante a constituição de coligações eleitorais.

### Resultados por candidato
| Partido / Coalizão | Partido / Coalizão                   | Candidato      | Candidato      | Votos | Percentagem |
| ------------------ | ------------------------------------ | -------------- | -------------- | ----- | ----------- |
|                    | Partido Revolucionário Institucional | ?              | ?              | ?     | ?           |
|                    | Partido da Revolução Democrática     | ?              | ?              | ?     | ?           |
|                    | Partido da Ação Nacional             | ?              | ?              | ?     | ?           |
|                    | Partido do Trabalho                  | ?              | ?              | ?     | ?           |
|                    | Partido Verde Ecologista do México   | ?              | ?              | ?     | ?           |
|                    | Movimento Cidadão                    | ?              | ?              | ?     | ?           |
|                    | Movimento Nacional de Regeneração    | ?              | ?              | ?     | ?           |
|                    | Nova Aliança                         | ?              | ?              | ?     | ?           |
|                    | Encontro Social                      | ?              | ?              | ?     | ?           |
|                    | Não Registados                       | Não Registados | Não Registados | ?     | ?           |
|                    | Nulos                                | Nulos          | Nulos          | ?     | ?           |
| Total              | Total                                | Total          | Total          | ?     | ?           |

## Eleição legislativa

### Senado
|                                      | Partido da Ação Nacional             | 38 |    |    |     |
|                                      | Partido Revolucionário Institucional | 52 |    |    |     |
|                                      | Partido da Revolução Democrática     | 22 |    |    |     |
|                                      | Partido do Trabalho                  | 5  |    |    |     |
|                                      | Partido Verde Ecologista de México   | 9  |    |    |     |
|                                      | Movimento Cidadão                    | 1  |    |    |     |
|                                      | Nova Aliança                         | 1  |    |    |     |
| Total                                | Total                                | 64 | 32 | 32 | 128 |
| Fonte: Instituto Nacional Eleitoral. |                                      |    |    |    |     |

### Câmara de Deputados
| Partido                              | Partido                              | Deputados Maioria relativa | Deputados Rep. Proporcional | Total | Eleição Anterior | +/- |
| ------------------------------------ | ------------------------------------ | -------------------------- | --------------------------- | ----- | ---------------- | --- |
|                                      | Partido da Ação Nacional             | 109                        |                             |       |                  |     |
|                                      | Partido Revolucionário Institucional | 203                        |                             |       |                  |     |
|                                      | Partido da Revolução Democrática     | 56                         |                             |       |                  |     |
|                                      | Partido do Trabalho                  | 6                          |                             |       |                  |     |
|                                      | Partido Verde Ecologista de México   | 47                         |                             |       |                  |     |
|                                      | Movimento Cidadão                    | 25                         |                             |       |                  |     |
|                                      | Nova Aliança                         | 11                         |                             |       |                  |     |
|                                      | MORENA                               | 35                         |                             |       |                  |     |
|                                      | Partido Encontro Social              | 8                          |                             |       |                  |     |
|                                      | Independentes                        | 1                          |                             |       |                  |     |
| Total                                | Total                                | 300                        | 200                         | 500   |                  |     |
| Fonte: Instituto Nacional Eleitoral. |                                      |                            |                             |       |                  |     |

## Eleições internas de candidatos à presidência dos partidos políticos

### Partido da Ação Nacional
Em 14 de Março de 2015, Margarita Zavala, esposa do ex-presidente Felipe Calderón, anunciou a intenção de se candidatar pelo PAN  em 2018, aparecendo em primeiros lugares nas pesquisas. No dia 6 de outubro de 2017, Margarita Zavala renunciou ao PAN para ser candidata independente, retirando sua candidatura em 16 de Maio de 2018. Ricardo Anaya, então presidente do partido, cancelou as eleições internas e a submeteu-a a uma recolha de apoio, uma ação fortemente criticada por seus colegas, que chamaram a ação de um "dedazo disfarçado".
| Candidato declarado                                                                            |
| Ricardo Anaya                                                                                  |
| Candidato à Presidência                                                                        |
|                                                                                                |
| Ex-presidente do PAN (2015-2017) Deputado Federal da Câmara de Deputados do México (2012-2014) |

| Ref   | Data              | Publicadora | Margarita Zavala | Ricardo Anaya | Gustavo Madero Muñoz | Rafael Moreno Vale | Miguel Marquez Marquez | NC/NS/ Outros |
| ----- | ----------------- | ----------- | ---------------- | ------------- | -------------------- | ------------------ | ---------------------- | ------------- |
| [ 6 ] | 8 Mar 2016        | O Universal | 33%              | 9%            | 11%                  |                    |                        |               |
| [ 7 ] | 10 Mar 2016       | Mitofsky    | 54.1%            | 10.1%         | 8.8%                 | 15.0%              | 12.0%                  |               |
| [ 8 ] | 5 de maio de 2016 | Mitofsky    | 59.0%            | 18.6%         | 6.3%                 | 9.2%               | 6.9                    |               |

### Partido Revolucionário Institucional
Várias personalidades manifestaram a sua intenção de obter a candidatura do PRI para as eleições de 2018. Já em 28 de março de 2016, Ivonne Ortega Pacheco, governadora de Yucatán entre 2007 e 2012, anunciou que queria "estar nas urnas junto a Zavala" em 2018. A ela se juntaram vários membros do gabinete do então presidente Enrique Peña Nieto, como o secretário do Interior, Miguel Ángel Osorio Chong, o secretário da Educação, Aurelio Nuño Mayer, o secretário da Fazenda, José Antonio Meade Kuribreña, o secretário do Turismo, Enrique de la Madrid Cordero, o secretário da Saúde, José Narro Robles, e o Secretário de Relações Exteriores, Luis Videgaray Caso.
| Candidato declarado                                                                              |
| José Antonio Meade                                                                               |
| Candidato à Presidência                                                                          |
|                                                                                                  |
| Secretário da Fazenda e Crédito Público (2016-2017)Secretario de Relações Exteriores (2012-2015) |

| [ 6 ] | 8 Mar 2016        | O Universal | 20%  | 4%    | 12%  | 5%    | 4%   | 2%   | 5%   | 3%   |       |
| [ 7 ] | 10 Mar 2016       | Mitofsky    | 2.6% | 46.5% | 5.8% | 18.5% | 0.8% | 7.0% | 1.7% | 3.1% | 14.0% |
| [ 8 ] | 5 de maio de 2016 | Mitofsky    | 2.2% | 54.0% | 9.2% | 22.0% | 1.8% | 1.5% | 9.3% |      |       |

### Partido da Revolução Democrática

#### Possíveis Candidatos

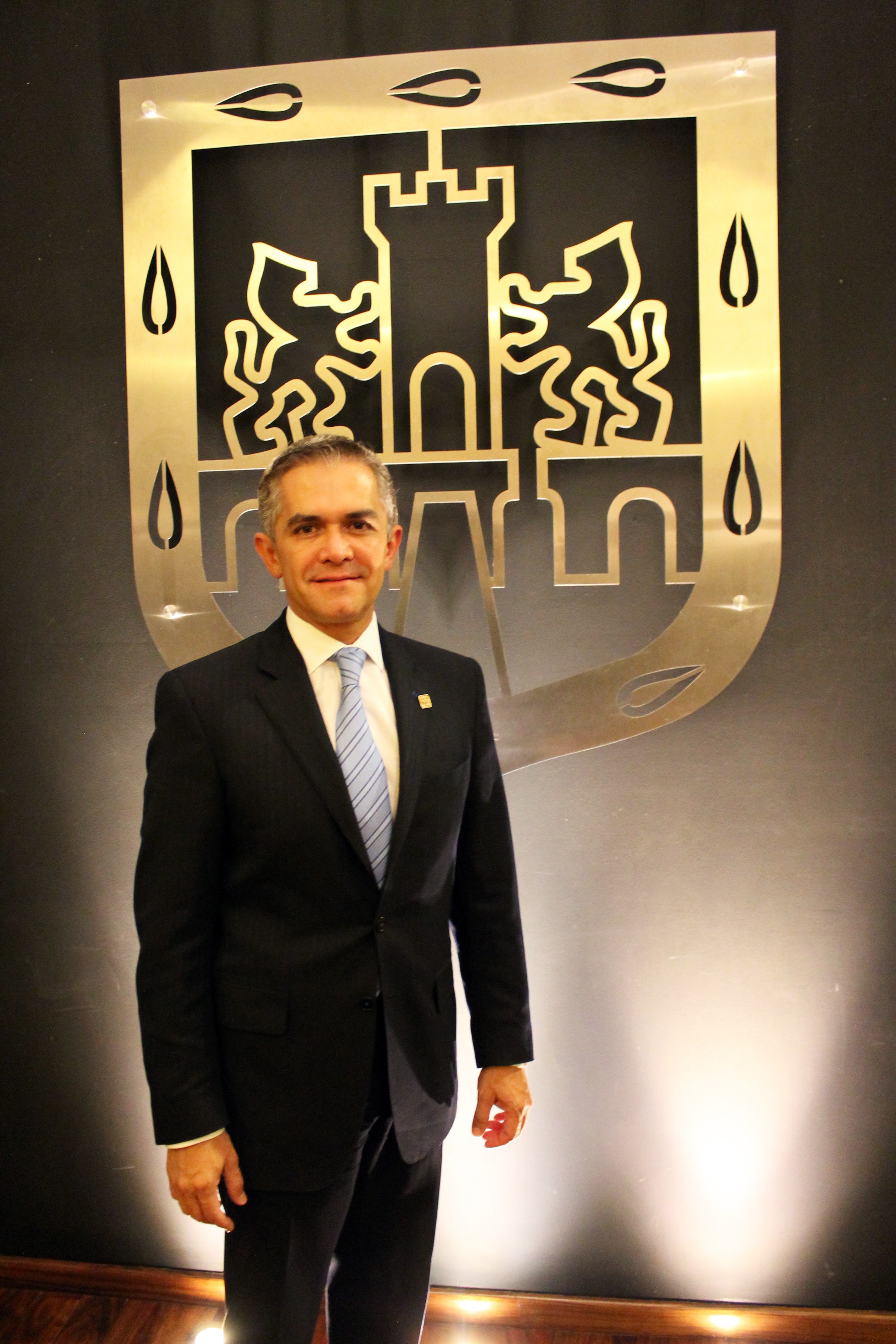
Chefe do Distrito Federal
- Ficheiro:Miguel Angel Mancera

### Partido Verde Ecologista de México

#### Possíveis Candidatos

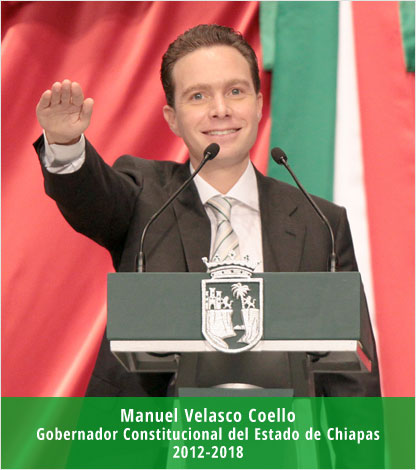
Governador de Chiapas
- Ficheiro:Manuel Velasco Coello

### Nova Aliança
Possivelmente aliado com o Partido Revolucionário Institucional, cabe destacar que na eleição de 2012 não se aliou ao PRI

### Movimento de Regenaracion Nacional
Possíveis Candidatos
- Andres Manuel Lopez Obrador (Presidente e fundador do MORENA, duas vezes candidato a Presidente)
Apoiado por: Fidel Calderon (Deputado federal do PRD)

### Independentes
O presidente municipal de Guadalajara Enrique Alfaro Ramírez disse que queria reunir com os Candidatos Independentes para traçar uma linha, em 6 de maio de 2016 deu a conhecer que o presidente nacional do MORENA, Andrés Manuel López Obrador, e o ex secretário de Relações Exteriores, Jorge Castañeda, serão convidados às próximas reuniões encaminhadas a construir um projeto político independente rumo à eleição presidencial de 2018..
Possíveis Candidatos
- Jaime Rodriguez Calderón (Governador de novo león)
- Juan Ramón da Fonte (Ex Reitor da UNAM)
- Pedro Ferriz de Com (Jornalista)
- Jorge castañeda (Candidato Independente em 2006, não consigo o registro)
- Emilio Alvarez Izcaza (Ex Presidente da CDHDF)
- Gerardo Fernandez Noroña
- Denisse Dresser
| Ref   | Data              | Publicadora | Jaime Rodriguez Calderón | Juan Ramón da Fonte | Pedro Ferriz de Com | Jorge Castañeda | Emilio Alvarez Izcaza | Enrique Alfaro | NC/NS/Outros |
| ----- | ----------------- | ----------- | ------------------------ | ------------------- | ------------------- | --------------- | --------------------- | -------------- | ------------ |
| [ 6 ] | 8 Mar 2016        | O Universal | 18%                      | 13%                 | 9%                  | 10%             | 50%                   |                |              |
| [ 8 ] | 5 de maio de 2016 | Mitofsky    | 20.9%                    | 5.9%                | 5.5%                | 5.4%            | 1.1%                  | 61.2%          |              |

| Ref   | Data        | Publicadora | Margarita Zavala | Osorio Chong | Miguel Angel Mancera | Andres Manuel Lopez Obrador | Jaime Rodriguez Calderón | NC/NS/Outros |
| ----- | ----------- | ----------- | ---------------- | ------------ | -------------------- | --------------------------- | ------------------------ | ------------ |
| [ 7 ] | 10 Mar 2016 | Mitofsky    | 17.4%            | 20.9%        | 9.9%                 | 17.7%                       | 4.0%                     | 30.1%        |

## Resultados
| Partido | Partido      | Candidato                    | Votos      | Votos (%) |
| ------- | ------------ | ---------------------------- | ---------- | --------- |
|         | MORENA       | Andrés Manuel López Obrador  | 30 113 483 | 54,78%    |
|         | PAN          | Ricardo Anaya Cortés         | 12 610 120 | 22,94%    |
|         | PRI          | José Antonio Meade Kuribreña | 9 289 853  | 16,9%     |
|         | Independente | Jaime Rodríguez Calderón     | 2 961 732  | 5,39%     |
| Totais  | Totais       | Totais                       | 54 975 188 |           |
| Fonte:  |              |                              |            |           |